# Capeludos
Capeludos is een plaats (freguesia) in de Portugese gemeente Vila Pouca de Aguiar en telt 602 inwoners (2001).